# Плавання на Чемпіонаті Європи з водних видів спорту 2021 — естафета 4x200 метрів вільним стилем (чоловіки)
Змагання з плавання в естафеті 4x200 метрів вільним стилем серед чоловіків на Чемпіонаті Європи з водних видів спорту 2021 відбулися 19 травня.

## Рекорди
|                   | Країна          | Час     | Місто  | Дата          |
| ----------------- | --------------- | ------- | ------ | ------------- |
| Світовий рекорд   | США             | 6:58.55 | Рим    | 31 липня 2009 |
| Рекорд Європи     | Росія           | 6:59.15 | Рим    | 31 липня 2009 |
| Рекорд чемпіонату | Велика Британія | 7:05.32 | Глазго | 5 серпня 2018 |

Під час цих змагань встановлено такі рекорди:
| Дата      | Дисципліна | Країна | Час     | Рекорд |
| --------- | ---------- | ------ | ------- | ------ |
| 19 травня | Фінал      | Росія  | 7:03.48 | CR     |

## Результати[1]

### Попередні запливи
| Місце | Заплив | Доріжка | Країна          | Плавці | Час     | Примітки |
| ----- | ------ | ------- | --------------- | --- | ------- | -------- |
| 1     | 1      | 4       | Велика Британія | Макс Лайтфілд (1:47.70) Калум Джарвіс (1:48.47) Метью Річардс (1:46.69) Джеймс Гай (1:45.72)                         | 7:08.58 | Q        |
| 2     | 2      | 2       | Росія           | Михайло Веховищев (1:46.91) Олександр Краснух (1:47.07) Іван Гірев (1:48.17) Олександр Щоголев (1:47.53)             | 7:09.68 | Q        |
| 3     | 1      | 6       | Італія          | Мануель Фріго (1:49.46) Матео К'ямпі (1:46.85) Філіппо Меглі (1:47.07) Марко ді Туліо (1:46.88)                      | 7:10.26 | Q        |
| 4     | 2      | 5       | Франція         | Джонатан Атцу (1:48.26) Ензо Тесік (1:46.87) Роман Фуч (1:48.97) Джонатан Посейн (1:48.34)                           | 7:10.44 | Q        |
| 5     | 1      | 3       | Швейцарія       | Нільс Ліззі (1:49.10) Антоніо Д'якович (1:45.71) Роман Мітюков (1:48.49) Ноа Понті (1:47.85)                         | 7:11.15 | Q        |
| 6     | 1      | 5       | Ірландія        | Фінн Мак-Гівер (1:49.60) Джек Мак-Міллан (1:46.78) Джеррі Квін (1:48.70) Джордан Слоан (1:47.65)                     | 7:12.73 | Q        |
| 7     | 2      | 7       | Іспанія         | Цезарь Кастро Валле (1:47.46) Моріц Берг Ейшед (1:47.77) Мігель Дуран Наві (1:49.19) Маріо Молла Янес (1:48.66)      | 7:13.08 | Q        |
| 8     | 2      | 6       | Бельгія         | Александр Маркурт (1:48.24) Лоренц Вейреманс (1:49.57) Томас Сайз (1:48.57) Де Меулеместер (1:46.81)                 | 7:13.19 | Q        |
| 9     | 2      | 8       | Ізраїль         | Томер Франкель (1:50.20) Деніс Локтєв (1:48.36) Даніель Намір (1:48.58) Галь Коен Грумі (1:48.65)                    | 7:15.79 |          |
| 10    | 2      | 3       | Угорщина        | Домінік Козма (1:48.14) Габор Зомборі (1:50.96) Річард Мартон (1:49.54) Нандор Немец (1:47.41)                       | 7:16.05 |          |
| 11    | 2      | 4       | Польща          | Якуб Маєрськи (1:49.24) Бартош Піщорович (1:49.52) Ян Світковськи (1:50.73) Ян Голуб (1:46.82)                       | 7:16.31 |          |
| 12    | 1      | 7       | Сербія          | Алекса Бобар (1:51.25) Велімір Степанович (1:47.03) Вук Селич (1:51.32) Анджей Барна (1:48.30)                       | 7:17.90 |          |
| 13    | 1      | 1       | Греція          | Константінос Енглезакі (1:47.57) Дімітрос Маркос (1:47.24) Дімітріус Негріс (1:50.78) Апостолос Папастамос (1:52.51) | 7:18.10 |          |
| 14    | 1      | 2       | Туреччина       | Ефе Туран (1:51.59) Дога Челік (1:52.68) Їгід Аслан (1:51.92) Меліксах Диеген (1:51.33)                              | 7:27.52 |          |
| 15    | 2      | 1       | Словаччина      | Якуб Полячик (1:54.31) Річард Нагі (1:53.50) Адам Галас (1:58.15) Матей Дуса (1:58.43)                               | 7:44.39 |          |

### Фінал[2]
| Місце | Доріжка | Країна          | Плавці | Час     | Примітки |
| ----- | ------- | --------------- | --- | ------- | -------- |
| 1     | 5       | Росія           | Мартин Малютін (1:45.15) Олександр Щоголев (1:45.39) Олександр Краснух (1:46.52) Михайло Веховищев (1:46.42)    | 7:03.48 | CR       |
| 2     | 4       | Велика Британія | Томас Дін (1:46.47) Метью Річардс (1:46.97) Джеймс Гай (1:45.88) Данкан Скотт (1:45.88)                         | 7:04.61 |          |
| 3     | 5       | Італія          | Стефано Балло (1:47.30) Матео К'ямпі (1:46.17) Марко ді Туліо (1:46.02) Стефано Ді Кола (1:46.56)               | 7:06.05 |          |
| 4     | 6       | Франція         | Джонатан Посейн (1:46.91) Ензо Тесік (1:46.88) Мевен Томач (1:46.88) Джонатан Атцу (1:46.49)                    | 7:07.24 |          |
| 5     | 7       | Ірландія        | Джек Мак-Міллан (1:47.46) Джордан Слоан (1:47.81) Фінн Мак-Гівер (1:48.65) Джеррі Квін (1:48.08)                | 7:12.00 |          |
| 6     | 1       | Іспанія         | Цезарь Кастро Валле (1:47.13) Моріц Берг Ейшед (1:48.34) Маріо Молла Янес (1:49.08) Мігель Дуран Наві (1:48.94) | 7:13.49 |          |
| 7     | 8       | Бельгія         | Александр Маркурт (1:48.17) Де Меулеместер (1:47.57) Томас Сайз (1:50.30) Лоренц Вейреманс (1:50.35)            | 7:13.46 |          |
| —     | 2       | Швейцарія       | Антоніо Д'якович (1:46.75) Нільс Ліззі(1:45.90) Ноа Понті(1:57.23) Роман Мітюков                                | DSQ     | DSQ      |